# Cryptoribatula euaensis
Cryptoribatula euaensis är en kvalsterart som beskrevs av Hammer 1973. Cryptoribatula euaensis ingår i släktet Cryptoribatula och familjen Pirnodidae. Inga underarter finns listade i Catalogue of Life.